# Mars et Avril
Pour le film, voir Mars et Avril (film).
Mars et Avril est un photo-roman revisité dans lequel texte, photographies et illustrations s’allient pour raconter une histoire. Le projet a été imaginé, écrit et dirigé par Martin Villeneuve, et les photographies sont de Yanick Macdonald. Le premier tome, paru en 2002, a été réédité en 2006 à l’occasion de la sortie du deuxième, intitulé À la poursuite du fantasme. Les deux albums sont publiés par les Éditions de la Pastèque en coédition avec l’agence Sid Lee (anciennement Diesel), établies à Montréal, et sont distribués par Flammarion.
Ce roman-photo, aux antipodes du roman de gare ou à l’eau de rose, se déroule dans le futur et met en scène un musicien septuagénaire et puceau qui tombe amoureux d’une jeune femme. « Une chronique sentimentale futuriste, sur fond de conquête spatiale, de philosophie existentialiste. Un photo-roman beatnik post-post-moderne […] à des années-lumière du photo-roman commercial qu’il prétend humblement revisiter. »
Dans ces livres — croisement entre la bande dessinée et le récit de science-fiction — les personnages sont incarnés par des personnalités connues de la scène artistique québécoise : Jacques Languirand, Marie-Josée Croze, Paul Ahmarani, Robert Lepage, Wajdi Mouawad, Patrice Robitaille, Stéphane Demers et Alfred Halasa.
Le tome 1 a été récompensé aux Alcuin Society Book Design Awards 2002 et aux Prix Grafika 2003. Le tome 2 — intitulé À la poursuite du fantasme, — a remporté un prix Alcuin Society 2006, a été finaliste au concours Lux 2007, et a raflé un prix Gutenberg 2008.

## Adaptation cinématographique
Les deux tomes de Mars et Avril ont fait l’objet d’une adaptation cinématographique. Le long métrage de science-fiction est écrit, produit et réalisé par Martin Villeneuve, et est distribué au Canada par Alliance Vivafilm et aux États-Unis par Gaiam. La plupart des acteurs ayant participé aux deux tomes sont de retour dans le film. Ainsi, Jacques Languirand, Paul Ahmarani et Robert Lepage reprennent respectivement les rôles de Jacob, Arthur et Eugène. Marie-Josée Croze, qui campe la muse Avril dans les livres, n’est cependant pas de l’aventure, faute de disponibilité. C’est à Caroline Dhavernas que le rôle est confié. De la distribution originale du photo-roman, on retrouve aussi Stéphane Demers sous les traits de Bernard Brel. Le bédéiste belge François Schuiten — célèbre pour sa série-culte Les Cités obscures publiée chez Casterman — a signé la conception visuelle. D’abord lancé en première mondiale au Festival international du film de Karlovy Vary en juillet 2012, Mars et Avril a pris l’affiche au Québec en octobre 2012.